# أوسفالدو هيكتور كروز
أوسفالدو هيكتور كروز (بالإسبانية: Osvaldo Héctor Cruz)‏ (مواليد 29 مايو 1931) هو لاعب كرة قدم. يلعب مع منتخب الأرجنتين لكرة القدم. سبق له أن لعب في كأس العالم لكرة القدم مع منتخب بلاده.

## روابط خارجية
- أوسفالدو هيكتور كروز على موقع الاتحاد الدولي (مؤرشف)  (الإنجليزية)
- أوسفالدو هيكتور كروز على موقع قاعدة بيانات كرة القدم.إي يو (الإنجليزية)
- أوسفالدو هيكتور كروز على موقع ناشيونال فوتبول تيمز (الإنجليزية)
- أوسفالدو هيكتور كروز على موقع Soccerway.com (الإنجليزية)
- أوسفالدو هيكتور كروز على موقع عالم كرة القدم.نت (الإنجليزية)